# Afrikaanse rugvinkathaai
De Afrikaanse rugvinkathaai (Eridacnis sinuans) is een vissensoort uit de familie van de rugvinkathaaien (Proscylliidae). De wetenschappelijke naam van de soort is voor het eerst geldig gepubliceerd in 1957 door Smith.